# Castlebaldwin
Castlebaldwin is een townland in het Ierse graafschap Sligo.